# Dơi bao xám
Dơi bao xám (tên khoa học Balantiopteryx plicata) là một loài dơi trong họ Emballonuridae. Loài này được Peters mô tả năm 1867. Chúng được tìm thấy ở México từ Baja California Sur và Sonora đến Guatemala, El Salvador, Honduras, Nicaragua, Costa Rica và phía bắc Colombia, ở độ cao lên đến 1500 m.

## Hình ảnh

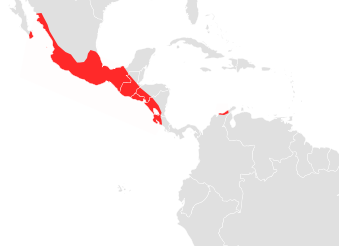